# Walker (film 1987)
Walker – amerykańsko-meksykański dramat biograficzny z 1987 roku w reżyserii Alexa Coxa.

## Fabuła
Treścią filmu są autentyczne losy Williama Walkera, który w latach 50. XIX wieku, stojąc na czele garstki najemników, objął na krótko władzę w Nikaragui. Ogłosił się jej wyzwolicielem, a potem mianował prezydentem tego kraju. Wsparcia finansowego udzielał mu amerykański przedsiębiorca i milioner – Cornelius Vanderbilt. Jednak wzrastająca żądza władzy Walkera sprawiła, że przeciwko niemu wystąpił zarówno naród nikaraguański, jak i sąsiednie państwa Ameryki Łacińskiej.

## Produkcja
W filmie pojawiają się wstawki współczesne (np. pędzący samochód, helikopter, współczesna prasa oraz komunikaty telewizyjnych wiadomości o ingerencji USA w sprawy Nikaragui). Zdjęcia kręcono w Tucson i w Nikaragui.

## Obsada
- Ed Harris – William Walker
- Alfonso Arau – Raousset
- Blanca Guerra – Yrena
- Joe Strummer – Faucet
- Miguel Sandoval – Parker French
- Richard Masur – Ephraim Squier
- René Assa – Doktor
- René Auberjonois – major Siegfried Hennington
- Keith Szarabajka – Timothy Crocker
- Sy Richardson – kpt. Hornsby
- Peter Boyle – Cornelius Vanderbilt